# Le Monde Sauvage
Le Monde Sauvage est un parc animalier belge wallon situé dans la province de Liège, à Aywaille.
Il est membre permanent de l'Association européenne des zoos et aquariums (EAZA).

## Installations et faune présentée
Il est premièrement constitué d'un parc safari. Les visiteurs explorent cette section du monde sauvage dans leur voiture personnelle ou à bord d'un petit train du zoo avant de visiter le reste du parc à pieds. Dans ces zones consacrées à l'Afrique puis à l'Asie, le safari est habité par des rhinocéros blancs, gnous bleus, girafes, cobes lechwes, zèbres, autruches d'Afrique, élands, hippotragues noirs, watusis, dromadaires, kiang de l'Est, zébus, yaks, buffles d'Inde, chameaux de Bactriane, antilopes cervicapra, antilopes Nilgaut.
Ensuite, des sentiers pédestres mènent aux différents enclos et prairies. La zone sud-américaine héberge des nandous, des tapirs du Brésil, des maras, des lamas, des capybaras et des guanacos. Plus loin, vivent porcs-épics à crête, lémurs catta, chiens de prairie à queue noire. Inaugurée en 2001, une grande volière abrite bihoreaus gris, hérons garde-bœufs, grues couronnées, aigrettes garzettes, martins-chasseurs géants et ibis sacrés. La ménagerie des félins regroupe tigres, tigres du Bengale, léopards de l'Amour, pumas, lions, guépards, caracals, lynx boréaux, panthères noires. La visite se poursuit avec les ours : ours bruns d'Europe, ours blancs,  ours noirs d'Asie ainsi que par une autrucherie. Le promeneur peut également apercevoir wallabies à cou rouge, émeus d'Australie, kangourous roux. Le continent nord-américain est représenté par des ratons laveurs, des loups arctiques, des bisons d'Amérique du Nord. Les primates du parc zoologique sont lémurs à crinière, gibbons à mains blanches, chimpanzés et orangs-outans. L'oisellerie de la serre tropicale rénovée en 2000 se compose de perruches, amazones, perroquets, cacatoès, touracos, perroquets jaco, aras militaires, aras rouges, aras bleus, choucadors pourprés, mainates religieux, grues couronnées, bucorves d'Abyssinie. À côté de ceux-ci, évoluent loris, tortues aquatiques, tortues terrestres, ouistitis à toupet blanc, pinchés à crête blanches.
Le domaine propose aussi des spectacles d’otaries et de rapaces, grâce à sa vingtaine d'espèces de rapaces. Le spectacle de perroquets se déroule dans le Jungle Dôme, un dôme d'une dizaine de mètres de haut et de 40 mètres de diamètre. Une plaine de jeux est destinée aux enfants, tout comme l'enclos de contact habité par des moutons domestiques, des chèvres domestiques, des ânes et des poneys. Une autre plaine de jeux est le bateau de pirate de 11 mètres de large sur 21 mètres de long. L'offre du parc animalier comprend aussi un cinéma en relief.

## Historique

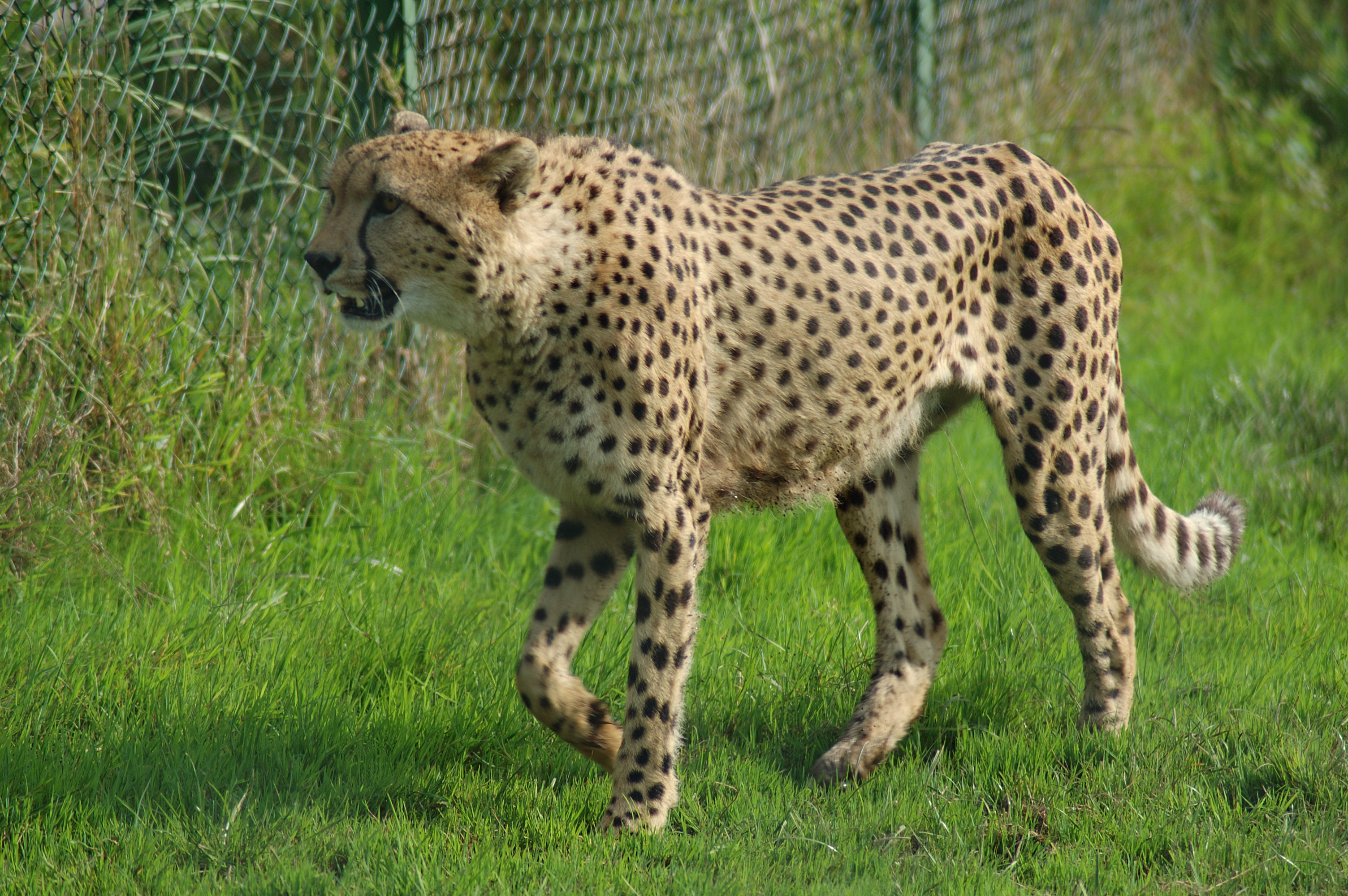
Guépard.

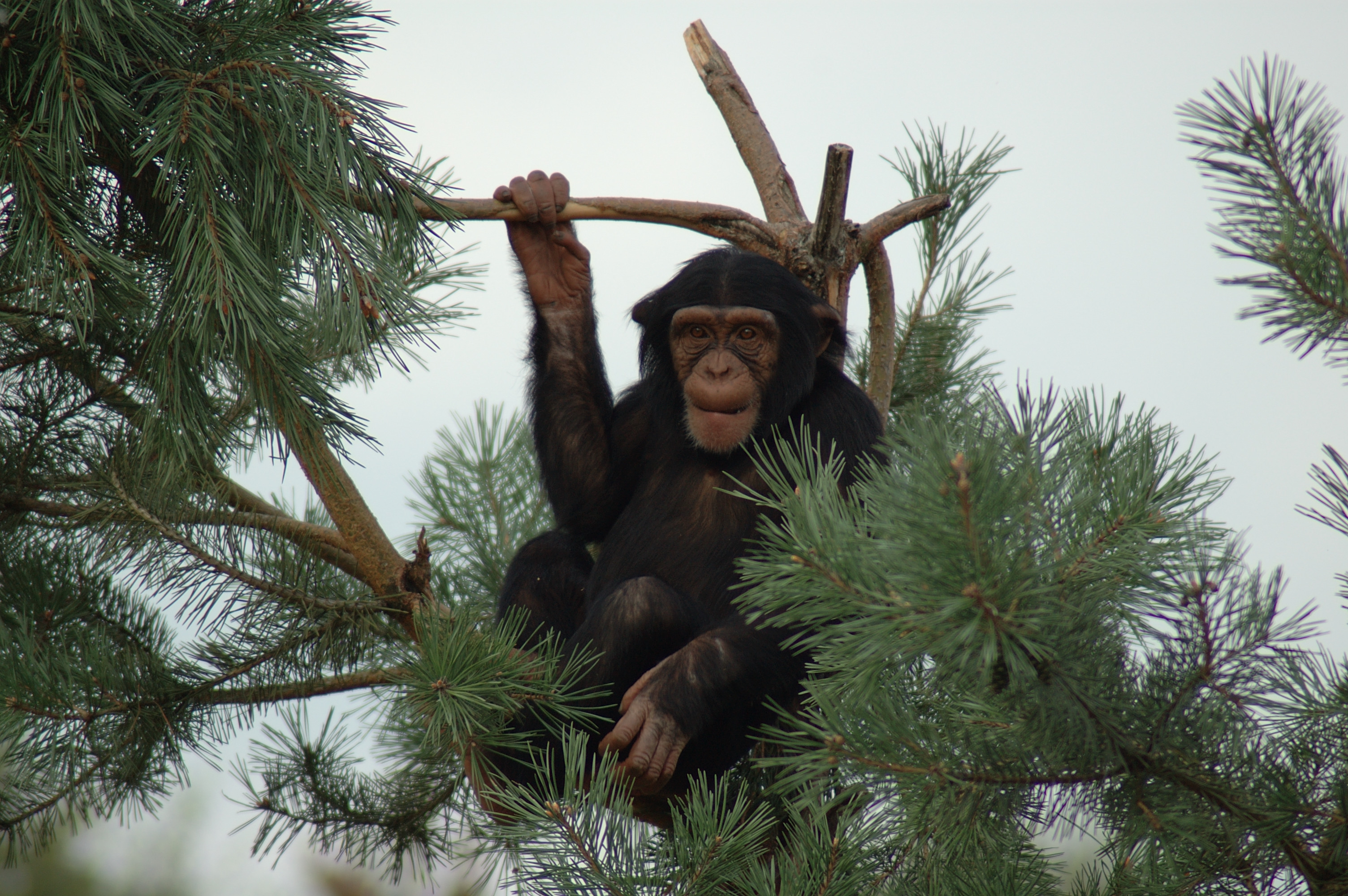
Chimpanzé.

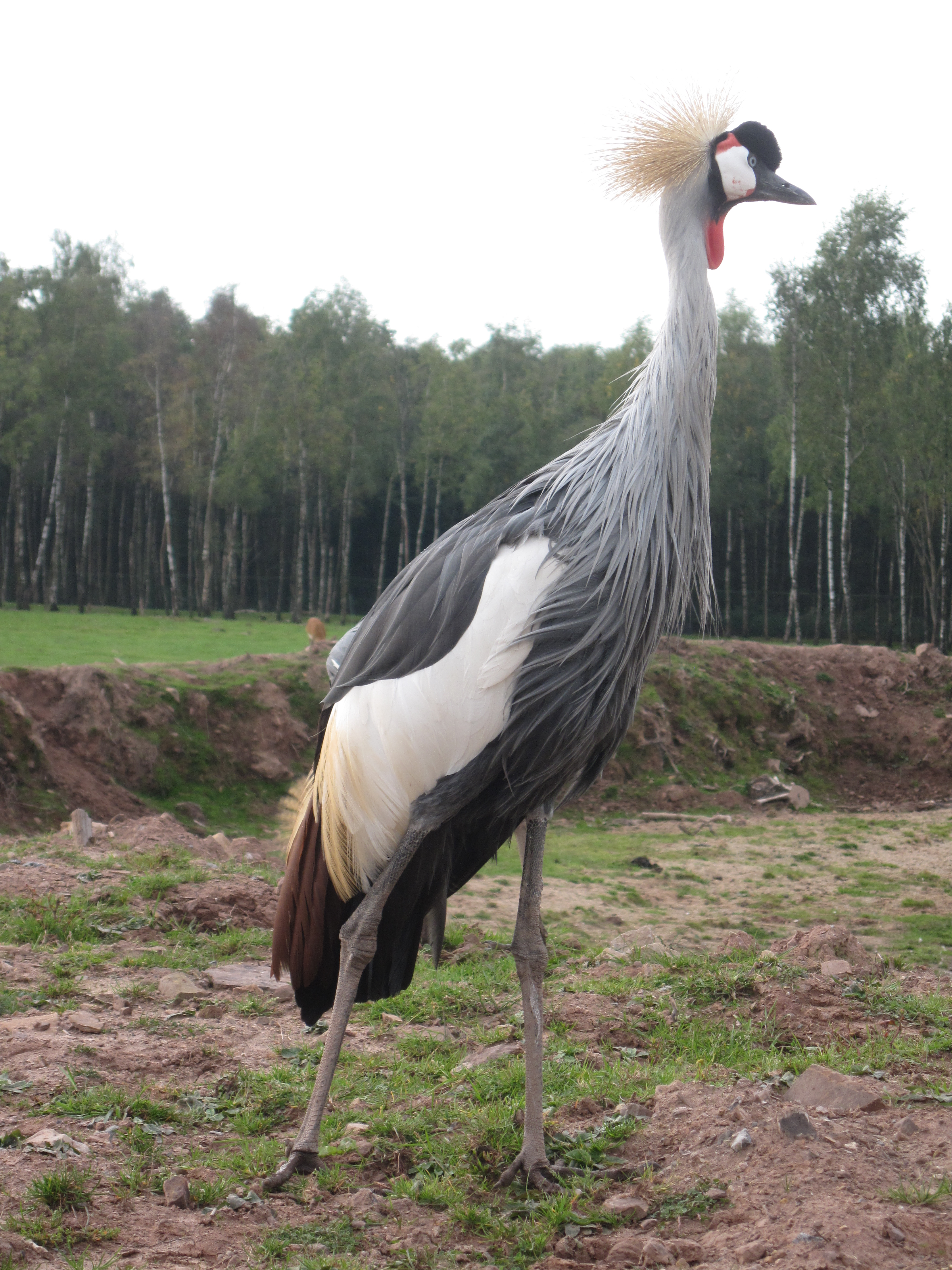
Grue cendrée

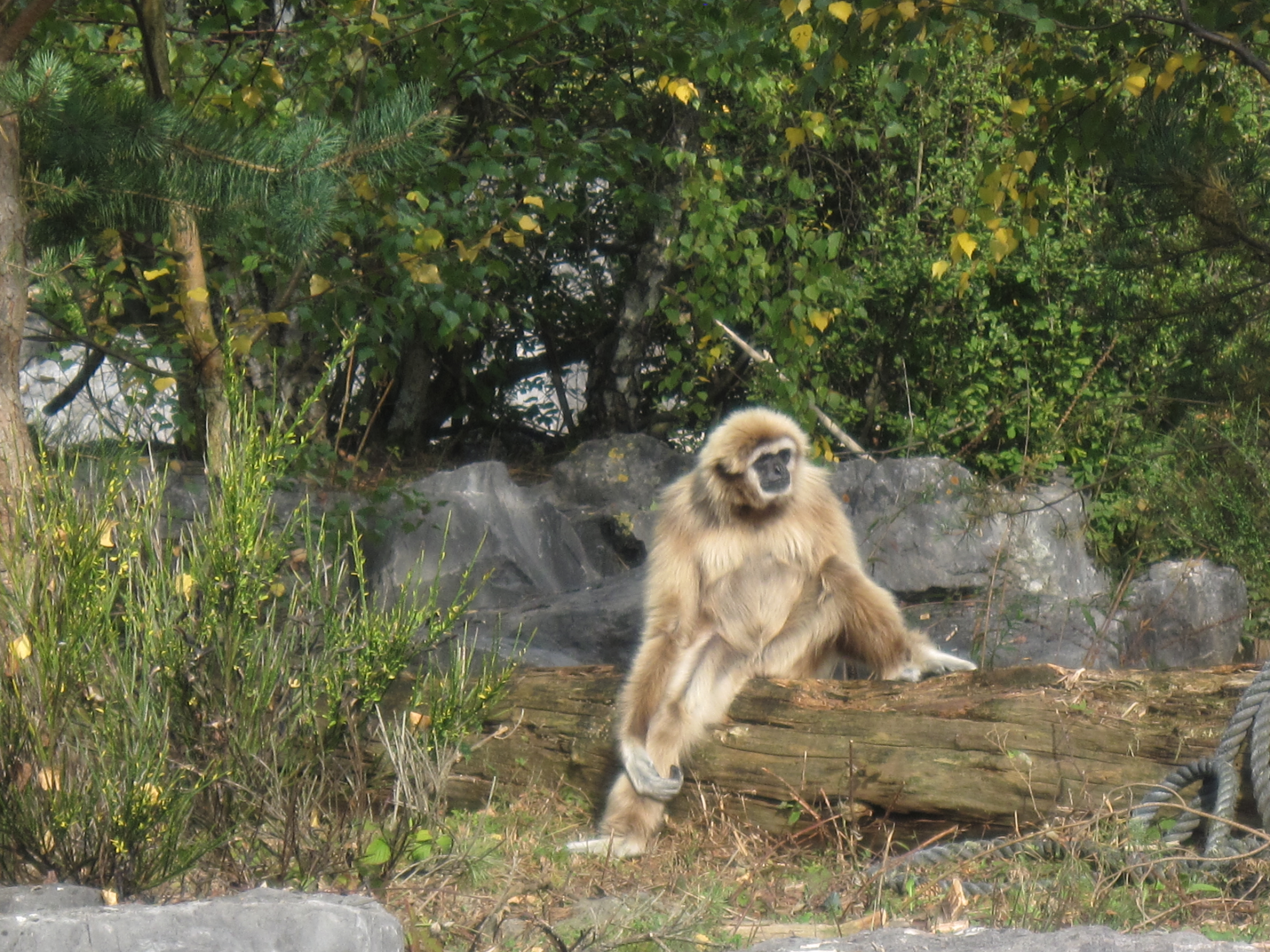
Gibbon à mains blanches

Gantois de père liégeois, Joseph Renson est commandant de bord pour la Sabena qui apprécie les parcs animaliers. Il décide de fonder en 1975 son propre parc zoologique. Situé près de Spa, Banneux et Coo, la ville d'Aywaille lui semble être le site idéal et il y acquiert 164 hectares de terrains. Craignant la crise du pétrole, des investisseurs étrangers se retirent du projet pourtant bien avancé. Parallèlement à sa carrière qui l'occupe encore pendant 11 ans, Joseph Renson aménage le domaine par étapes. Les rhinocéros et les hippopotames sont les premiers animaux africains acquis par le commandant de bord. Le premier couple d'éléphants africains fait son entrée en 1989.
En 1995, la SPRL Monde Sauvage Safari de Deigné se montre intéressée pour exploiter les Grottes de Remouchamps situées dans la même commune dont la concession d'exploitation prend fin. Elle fait l'offre la plus intéressante avec une redevance communale annuelle de 7 à 9 millions selon la prise en charge des travaux d'aménagement nécessaires par la commune ou par le futur gestionnaire. La SPRL Monde Sauvage Safari de Deigné doit pourtant plus de 5 millions BEF (plus de 124 000 €) à la commune pour non-acquittement de la taxe sur les spectacles, alors que l’année précédente elle réalise un bénéfice de 717 000 BEF (17 775 €) sur 38,9 millions BEF de chiffre d'affaires (9 650 000 €). La SPRL, nouveau gestionnaire, prend possession des lieux le 1er janvier 1996,,.
Depuis son ouverture en 1975, trois accidents ont eu lieu au Monde Sauvage. En mai 1982, une touriste s'est fait dévorer par des lions et une autre a été grièvement blessée quand un pont surmontant la fosse aux lions s'est rompu. En avril 1995, Douglas Robertson, un cornac écossais travaillant au parc est mort, piétiné par ses éléphants. En décembre 2013, une panthère des neiges, échappée de son espace, a été abattue par un garde, provoquant l'ire d'associations de défense des animaux.
En octobre 2023, le Monde Sauvage d'Aywaille est racheté par le groupe Sodaphi dirigé par Alexandre Dallemagne

## Conservation
Le parc est membre permanent de l'Association européenne des zoos et aquariums (EAZA). Il a été coordinateur européen du programme européen pour les espèces menacées (EEP) consacré à l'oryx d'Arabie et fait office de banque génétique d'oryx mâle. Il participe aussi à d'autres EEP.

## Économie et fréquentation
En 2009, 240 000 visiteurs franchissent les portes du parc zoologique, en 2010 ils sont 280 000, et environ 180 000 en 2016.
60 % de visiteurs proviennent de Belgique et 40 % des Pays-Bas et d'Allemagne. Le revenu annuel du monde sauvage est de quatre millions d’euros, dont 10 % sont réinvestis[réf. nécessaire].